# Aéro Magazine
Aéro Magazine était un magazine d’aviation belge édité en langue française apparu en 1982.

## Généralités
Aéro Magazine apparaît pour la première fois en novembre 1982. Cette revue belge bimestrielle, du moins à ses débuts, rédigée en langue française, est de format A4 avec 64 pages. Elle couvre tous les aspects de l'aviation de l'ultra-léger jusqu'à l'espace. Pour paraphraser son rédacteur en chef, « trop souvent la presse spécialisée se préoccupe par les aspects techniques de cette nouvelle industrie, en oubliant que ce sont des hommes, avec leurs qualités et leurs défauts, que l'on retrouve dans les cockpits ou les bureaux d'études. Aéro Magazine essaiera de vous faire découvrir le côté humain de la conquête de l'air ». 
Le rédacteur en chef de la revue est Christian Taverniers. La société éditrice est New Fashion Media SA au capital 30.000.000 FB dont le siège est situé au 60, avenue Louise, 1050 Bruxelles (Belgique).
Le numéro 23 verra cette publication fusionner avec Aviation 2000 pour former Aéro 2000 dont l'existence sera également relativement brève.